# El Ouinet
El Ouinet è un comune dell'Algeria, situato nella provincia di Médéa.